# Nothocercus
Nothocercus is een geslacht uit de vogelfamilie Tinamoes en bestaat uit drie soorten.

## Soorten
- Nothocercus bonapartei – Bergtinamoe
- Nothocercus julius – Roodkoptinamoe
- Nothocercus nigrocapillus – Zwartkaptinamoe